# ساره وينتر
ساره وينتر (بالإنجليزية: Sarah Wynter)‏ ولدت في 15 فبراير 1973 في نيوكاسل في أستراليا، وهي ممثلة أسترالية تقيم و تمثل في الولايات المتحدة معروفة بادوارها في التلفزيون الأمريكي باسم كيت وارنير في مسلسل 24 وبإسم بيث في مسلسل وايندفول.

## روابط خارجية
- ساره وينتر على موقع IMDb (الإنجليزية)
- ساره وينتر على موقع ألو سيني (الفرنسية)
- ساره وينتر على موقع أول موفي (الإنجليزية)
- ساره وينتر على موقع قاعدة بيانات الأفلام السويدية (السويدية)
- ساره وينتر على موقع إن إن دي بي (الإنجليزية)
- ساره وينتر على موقع قاعدة بيانات الفيلم (الإنجليزية)
- ساره وينتر على موقع كينوبويسك (الروسية)